# Lahojsk
Lahojsk (in bielorusso Лаго́йск?) o Logojsk (in russo Логоиск?) è un comune della Bielorussia, situato nella regione di Minsk.